# Copestylum vesicularia
Copestylum vesicularia là một loài ruồi trong họ Ruồi giả ong (Syrphidae). Loài này được Curran mô tả khoa học đầu tiên năm 1947. Copestylum vesicularia phân bố ở miền Tân bắc